# Nuno Amaro
Nuno Amaro Martins Dâmaso est un footballeur portugais né le 15 janvier 1976 à Odemira. Il joue au poste d'arrière gauche.

## Biographie
Nuno Amaro joue principalement en faveur du Gil Vicente et du Leixões SC.
Au total, il dispute 116 matchs en 1re division portugaise et inscrit 4 buts dans ce championnat.

## Carrière
- 1993-1995 :  Sporting Farense
- 1995-1996 :  Louletano DC
- 1996-1997 :  Sporting Farense
- 1997-1998 :  CD Beja
- 1998-2000 :  FC Marco
- 2005-2008 :  Leixões SC
- 2008-2010 :  FC Vizela
- 2010-2011 :  AD Esposende[1],[2]

## Palmarès
- Champion du Portugal de D2 en 2007 avec le Leixões SC

## Statistiques
À l'issue de la saison 2009-2010
- 116 matchs et 4 buts en 1re division portugaise
- 74 matchs et 4 buts en 2e division portugaise